# Las Listadas
Las Listadas es un núcleo de población perteneciente a la localidad de San Miguel de Tajao, en el municipio de Arico de la provincia de Santa Cruz de Tenerife —Canarias, España—. 

## Toponimia
El nombre del núcleo está relacionado con el conocido como «charco de las lisas» ubicado en su costa, y que se utilizaba para pescar. El término listado se utiliza en Canarias para hacer referencia a los peces que poseen listas por alguna parte de su cuerpo.

## Geografía
Se encuentra situado a unos diez kilómetros de la capital municipal, a una altitud media de 20 m s. n. m., ocupando el margen izquierdo del barranco de Las Listadas. Posee una superficie de 0,363 km².
El barrio cuenta con una iglesia dedicada a la virgen de los Pobres, un polideportivo y un parque infantil.
Posee una piscina natural ubicada en la desembocadura del barranco.

## Demografía
| Año        | 2000 | 2005 | 2010 | 2015 | 2020 |
| ---------- | ---- | ---- | ---- | ---- | ---- |
| Habitantes | 57   | 68   | 204  | 244  | 302  |

## Comunicaciones
Se accede al barrio principalmente por la carretera TF-631.

### Transporte público
En autobús —guagua— queda conectado mediante la siguiente línea de TITSA:
| Línea | Trayecto                                                           | Recorrido     |
| ----- | ------------------------------------------------------------------ | ------------- |
| 430   | Granadilla - Villa de Arico - El Porís - Costa Arico - Las Maretas | Horario/Línea |

## Lugares de interés
- Piscina natural de Las Listadas